# Passiflora menispermifolia
Passiflora menispermifolia là một loài thực vật có hoa trong họ Lạc tiên. Loài này được Kunth mô tả khoa học đầu tiên năm 1817.